# Liste de cris de guerre
 (juillet 2022).
Si vous disposez d'ouvrages ou d'articles de référence ou si vous connaissez des sites web de qualité traitant du thème abordé ici, merci de compléter l'article en donnant les références utiles à sa vérifiabilité et en les liant à la section « Notes et références ».
Un cri de guerre, ou cri de combat ou cri de ralliement, est une phrase, un mot ou un son commun aux membres d'une armée ou d'une compagnie ou d'un peuple guerrier.
Le cri de guerre sert ou peut servir de reconnaissance aux chefs militaires ainsi qu'aux armées afin de se distinguer les uns des autres. Il sert aussi et surtout aux soldats ou aux guerriers pour se motiver avant d'aller au combat, pour se pousser à aller au-delà de leurs limites.
En héraldique, le cri de guerre figure au-dessus du blason, au contraire de la devise qui est placée en dessous.

## Cris anciens

### Grèce antique
- Alăla, Alăla !, crié dans la Grèce antique par les Athéniens, durant les guerres médiques et la guerre du Péloponnèse[2].

## Cris modernes

### Afrique du Nord
- Chez les Berbères touaregs dans le Sahara de l'Ouest, la teɣerit (tegherit), au pluriel tiɣerâtîn (tigheratin) est un cri de guerre. Ce mot désigne aussi un cri perçant prolongé d'un i et un cri principalement masculin exprimant l'enthousiasme et l'ardeur[3].

### Amérique du Nord

#### États-Unis
- Boo-Ya ! par le 75e régiment de rangers de l'armée des États-Unis.
- Semper fi ! (Semper Fidelis = toujours fidèle) et Oorah ! par les fusiliers marins (Marines) de la marine de guerre des États-Unis.
- Remember Fort Alamo !  par les rebelles (rebels) texans en mémoire de la bataille portant ce nom.
- Hoowah ! par le 75th Ranger Regiment.
- Hooyah ! par les Navy SEALs.
- Geronimo ! (en) pour les parachutistes américains.
- Hooah ! par les soldats d'infanterie de l'armée américaine.
- Hooka Hey ! par les sioux Lakota de Crazy Horse et plus génériquement par les Sioux après la mort de ce dernier.
- Le rebel yell : le « hurlement du rebelle », cri de guerre nord-américain sudiste qui serait issu d'un mélange multiethnique[4].

#### Mexique
- Viva México, « el grito » crié par les armées depuis la guerre d'indépendance.

### Asie
- Banzai ! par les soldats de l'armée impériale du Japon lors de la Seconde Guerre mondiale[5].
- Sha ! Sha ! Sha ! par les soldats et résistants chinois durant la guerre sino-japonaise et la seconde guerre mondiale.
- Hourrah ! Cri de guerre traditionnel des Cosaques, peuple nomade des steppes de Russie et d'Ukraine, qui a fourni ses meilleures unités de cavalerie aux armées tsaristes, blanches et soviétiques. Ce cri deviendra célèbre à l'étranger lors des guerres napoléoniennes et passera dans la langue française sous la graphie "Hourra", dans la langue anglaise sous la graphie "Hurrah". Par métonymie, il désignera aussi une attaque de cosaques poussant ce cri[6]. Cet usage ancien a disparu, et, en français contemporain, "Hourras" est devenu synonyme de "Vivats".
- Pour la Patrie ! Pour Staline ! (За Родину! За Сталина!) : Cri de guerre des soldats soviétiques durant la Seconde Guerre mondiale (1941-1945).

### Europe
- Deus Vult ! (Dieu le veut !), cri des croisés en route puis dans les combats, à partir du XIe siècle.

#### Allemagne
- Gott mit uns ! pendant l'Empire allemand
- Sieg Heil ! par les nazis.

#### Belgique
- Vlaenderen die leu ! (Flandre le lion !) par les comtes de Flandre ;
- Vlaenderen en de Leu ! (Flandre et le lion !) par les Flamands face aux troupes de Robert II d'Artois à la bataille des éperons d'or.
- Louvain au riche duc ! par les Brabançons lors de la guerre de Succession du Limbourg.
- Limbourg à celui qui l'a conquis ! par les Brabançons également lors de la Guerre de Succession du Limbourg.
- Moult me tarde ! par Philippe le Hardi.
- Ainsi je frappe ! par Charles le Téméraire.
- Bourgogne ! par les armées des ducs de Bourgogne du XVe siècle.
- Montjoie au riche duc ! Montjoie Saint-Andrieu ! par les ducs de Bourgogne.

#### Espagne
- ¡Santiago y cierra, España ! par les chrétiens lors de la Reconquista.
- ¡Santiago ! ¡Castilla ! par les armées des rois de Castille du bas Moyen Âge.
- ¡Desperta ferro ! par les armées des rois de Aragon du bas Moyen Âge.
- ¡Viva la muerte ! par les franquistes durant la guerre civile espagnole.
- ¡No pasarán !, par les Républicains pendant la guerre civile.

#### France
- Montjoie ! Saint Denis !

Montjoie ! Saint Denis ! est le cri de guerre des rois de France, présent sur les armoiries de France et de Navarre.

- Ralliez vous à mon panache blanc, par Henri IV, bataille d'Ivry.
- Vive la nation ! par les Français lors de la bataille de Valmy.
- Vive l'Empereur ! par les armées napoléoniennes.

##### Aquitaine
- Guyenne ! Saint Georges ! cri de guerre des chevaliers fidèles au duc d'Aquitaine, roi d'Angleterre, lors de la guerre de Cent Ans ; encore crié lors de la révolte des Pitauds, en 1548.

##### Auvergne
- Notre-Dame Bourbon ! Montjoie Bourbon ! Montjoie Notre-Dame ! Espérence ! par les ducs de Bourbon qui vénèrent Notre-Dame.

##### Bourgogne
- Bourgogne ! par les armées des ducs de Bourgogne du XVe siècle.
- Montjoie au riche duc ! Montjoie Saint-Andrieu ! par les ducs de Bourgogne qui vénèrent saint André au lieu de saint Denis.
- Moult me tarde ! par Philippe le Hardi.
- Ainsi je frappe ! par Charles le Téméraire.

##### Bretagne
- Malo au riche duc ! par les ducs de Bretagne.
- Torreben !  (« Casse-lui la tête ! » en breton) utilisé lors de la Révolte des Bonnets Rouges en Bretagne du Sud.
- À plus ! par la maison de Rohan.

##### Champagne
- Passavant li meillor ! (Que le plus brave s'avance contre nous !) par les comtes de Champagne.

##### Limousin
- Saint-Liénard ! par les comtes de Limoges.

##### Lorraine
- Prény ! Prény ! fut le cri de ralliement des armées du duc de Lorraine.

##### Normandie
- Diex aye dam ! (Dieu nous aide !) par les ducs de Normandie.

##### Val de Loire
- Montjoie Anjou ! par René le duc d'Anjou.
- Saint-Maurice ! par les comtes d'Anjou.
- Chartres ! par les comtes de Blois.

##### Savoie
- Frappez, entrez, rompez tout ! par les ducs de Savoie.

##### Languedoc
- Non-Lèi ! par les chevaliers occitans ayant pris parti pour la défense des cathares (appelés faidits) pendant la croisade contre les Albigeois (1209-1244).
- Toulouse ! par les comtes de Toulouse.

##### Divers
- Place à la bannière ! par les comtes de Courcy.
- Dieu aide au premier baron chrétien ! Sans errer ni varier ! par les seigneurs de Montmorency.
- A Salvaing le plus gorgias ! (gorgias = hardi ou richement armé et vêtu) par les seigneurs de Salvaing en Dauphiné.
- A la rescousse ! par les seigneurs de Montoison.
- Au plus dru ! par les seigneurs de Tournon.
- Avant ! Avant ! Lyon le melhor !, consulat de Lyon, à partir de 1273.

#### Italie
- Savoia ! par les officiers du royaume de Sardaigne (jusqu'à 1860) et le royaume d'Italie (1861-1946).
- Eia Eia Alalà ! par les fascistes du royaume d'Italie (1922-1945).
- Folgore ! par les parachutistes du royaume d'Italie (jusqu'à 1946) et de la République italienne, dès 1946.

#### Royaume-Uni
- Saint George ! par les armées des rois d'Angleterre médiévaux.
- Dieu et mon droit ! par les Anglais à la bataille de Crécy, où le roi d'Angleterre réclamait son droit à la couronne de France.
- In deffens ! (Pour ma défense !) par les rois d'Écosse.
- Tally-ho ! par les pilotes de la RAF lorsqu'un appareil ennemi est repéré et engagé (notamment durant la bataille d'Angleterre)
  - (Du français taïaut, terme de vénerie utilisé lorsque le gibier est en vue)

### Océanie
- Tohu ! par les joueurs de rugby maoris.

### Divers
- Allahu akbar (Dieu est le plus grand) utilisé par les Moudjahidine.
- Amoit ! par les musulmans lors de la bataille de Badr.